# Samisk språkforskning i Sverige
Samisk språkforskning i Sverige började tidigt. De första texterna på samiska blev tryckta redan 1619. 

## 1600-talet och 1700-talet
Prästen Pehr Fjellström i Lycksele började kartlägga samiskan på ett systematiskt sätt. År 1738 gav han ut Grammatica Lapponica och ordboken Dictionarium Sueco-Lapponicum över umesamiskan. Nya Testamentet gavs ut 1755 på umesamiska. Den första mer omfattande samiska ordboken, Lexicon Lapponicum, från 1780, av Erik Lindahl och Johan Öhrling, har också tyngdpunkten på umesamiska, men blandar med ord på  pitesamiska och lulesamiska. Ordboken innehåller översättningar till svenska och latin. På grund av försöket att få flera samiska språk in i samma skriftnorm har ordboken en relativt stiliserad ortografi, som med varierande framgång återger verkligt samiskt språkbruk. Jämfört med till exempel Knud Leems ordbok ger ordboken inte en lika god bild av språket den skall skildra. Ändå blev Lindahls och Öhlings ordbok mer använd än Leems i både Sverige och Finland, kanske på grund av de enkla uppslagsformerna.

## Från Wiklund till Collinder
Mot slutet av 1800-talet blev det en förändring i samisk språkforskning i Sverige. Ungraren Ignác Halász gjorde som förste språkforskare fältarbete på sydsamiska på svenska sidan, och publicerade det 1885-1896 i Svéd-lapp nyelv 1-7 ("Sverigesamiskt språk"). Grundaren av svensk samisk språkforskning Karl Bernhard Wiklund undervisade i samiska i Uppsala från 1894 och fick 1909 en professur i finsk-ugriska språk. Hans avhandling Entwurf einer urlappischen Lautlehre från 1896 var starten för vetenskapligt studium av finsk-ugriska språk i Sverige.
Wiklund skrev om centrala junggrammatiska ämnen, ljudhistoria, konsonantväxling, ortnamn och lånord.
Wiklunds efterträddes av Björn Collinder. Denne började som nordist, men blev inspirerad till att byta ämne under en resa i Lappland. Han gav bland annat ut Lautlehre des waldlappischen Dialektes von Gällivare (1938). Inflytandet från debatten om Eemil Nestor Setäläs teorier är tydlig i hans avhandling, som handlar om finsk-ugrisk konsonantväxling, som han disputerade med 1929. Han skrev också om germanska och indoeuropeiska lånord i uraliska språk.
Internationellt är Collinder mest känd för A Handbook of the Uralic Languages (1955-1960), ett verk i tre delar bestående av en finsk-ugrisk etymologisk ordbok, ett grammatiskt utkast över alla uraliska språk, samt en komparativ grammatik. Collinder publicerade populärvetenskapliga arbeten om samiska, men hans mest centrala arbeten är inom finsk-ugriska språk i allmänhet. 
Collinder efterträddes av Bo Wickman, som blev professor 1962. Denne blev inspirerad att börja med finsk-ugriska språk sedan han rest till Estland och Ungern i mellankrigstiden. Han orienterade sig även österut rent vetenskapligt till skillnad från sina föregångare, som bägge hämtade sin inspiration från den svenska lappmarken. Wickmans doktorsavhandling behandlade kasusval för objektet i olika uraliska språk och kom 1955.

## Israel Ruong till idag
Med Israel Ruong, som själv var Arjeplog-same, kom en ny tendens in i samisk forskning. Som same var Ruong både aktiv forskare och aktiv samepolitiker. Han var med i samepolitiken och i praktiskt språkarbete, bland annat samarbetade han med Knut Bergsland för den så kallade Bergsland-Ruong-ortografin, en gemensam norsk-svensk nordsamisk ortografi. Därtill hade han en vetenskaplig karriär. Ruong disputerade 1943 med avhandlingen Lappische Verbalableitung dargestellt auf Grundlage des Pitelappischen. Ruong var docent i samiska språk och etnologi under perioden 1949-69 och fick en personlig professur 1969. Med den nya ortografin gav Ruong ut grammatiken Min sámegiella (1970). Israel Ruong var en av dem som tog initiativ till Nordisk samisk institutt, och han arbetade för bildandet av en samisk institution i Umeå.
Nils-Erik Hansegård var den förste professorn i samiska i Umeå, under åren 1975-79. Hans bok Tvåspråkighet eller halvspråkighet från 1968 gav upphov till en diskussion om språkpolitik som skulle sträcka sig över flera decennier. Han disputerade 1967 med avhandlingen Recent Finnish Loanwords in Jukkasjärvi Lappish. 
Efter Hansegård blev Olavi Korhonen professor i samiska i Umeå, med en avhandling om båtterminologi. Korhonen har också arbetat med samiskt ordboksarbete. 
Liksom i de andra nordiska länderna har vi under de sista decennierna äntligen sett samiska språkforskare som har utforskat sitt eget modersmål. Efter Ruong är det i Sverige Elina Helander, Mikael Svonni och Susanna Angéus Kuoljok. Helander skrev språksociologiskt Om trespråkighet. En undersökning av språkvalet hos samerna i Övre Soppero (1988), Svonni dels språksociologiskt och dels grammatiskt i Samiska skolbarns samiska. En undersökning av minoritetsspråksbehärskning i en språkbyteskontext (1993). Kuoljoks avhandling är rent grammatisk och heter Nominalavledningar på "ahka" i lulesamiskan (1997). 
Centrala ordboksförfattare i Sverige har varit Harald Grundström på lulesamiska och Gustav Hasselbrink på sydsamiska. Utifrån egna anteckningar och K.B. Wiklunds och Björn Collinders fältanteckningar skrev Grundström den stora Lulelapsk ordbok 1946-52 i fyra band, vilken presenterar uppslagsordens former i sex olika dialekter av lulesamiska med översättning till svenska och tyska.
Hasselbrink studerade sydsamiska som präst i Vilhelmina på 1940-talet och disputerade 1944 med avhandlingen Vilhelminalapskans ljudlära med särskild hänsyn till första stavelsens vokaler. Ett mycket modernt verk med en explicit autosegmentell analys av omljud i sydsamiska är Alternative Analyses of the Phonemic System in Central South-Lappish (1965). Liknande idéer blev publicerade inom teoretisk lingvistik först på slutet av 1970-talet. Hasselbrinks huvudverk är Südlappisches Wörterbuch / Oårjelsaamien baaguogärjaa (1981-85).
En annan svensk forskare på samiska språk var Tryggve Sköld, som började som nordist. Det mest kända av hans arbeten är avhandlingen Die Kriterien der urnordischen Lehnwörter im Lappischen (1961).
Bo Wickmans efterföljare var Lars-Gunnar Larsson. Larssons doktorsavhandling tar upp kasus partitiv och ablativ i östersjöfinska och mordvinska. Senare har Larsson mest skrivit om samiska, både fackhistoriskt om svensk forskning om samer och dialektologiska arbeten.
Den aktuella professorn i finsk-ugriska språk i Uppsala är Rogier Blokland som också forskar om samiska språk.